# Dare to Dream
Dare to Dream – komputerowa gra przygodowa wydana przez Epic MegaGames w 1993 roku. Była drugą grą komputerową stworzoną przez Cliffa Bleszinskiego.